# Levéltetvek
A levéltetvek (Aphidoidea) a rovarok (Insecta) osztályába és a félfedelesszárnyúak (Hemiptera) rendjébe tartozó öregcsalád 4000–4700 leírt fajjal (Szabó).

## Származásuk, elterjedésük
A világon mindenhol előfordulnak, a leggyakoribbak azonban a mérsékelt övben és a trópusokon. Magyarországon több mint hetven fajuk károsítja a lombos-, illetve tűleveleket.

## Megjelenésük, felépítésük
Testük általában 2–3 milliméter hosszú. A test felépítése (valamint szaporodásuk módja) jelentősen eltér a többi rovarnál megszokottól.
A kifejlett, szaporodásra képes egyedek két formája közül az egyik szárnyatlan, a másik szárnyas:
- A szárnyatlan változat kitinburka vékony és ezért puha, testtájai nehezen különíthetők el. Színe a világoszöldtől a pirosas-barnán át a feketéig változhat. Több faj viaszport termel  viaszmirigyeiben, és a testre rakódó viaszpor hamvassá teszi küllemüket.

- A szárnyas változat testtájai jobban tagolódnak, és színük is eltérő. A sötétebb árnyalatú tort jellegzetes rajzolatok díszítik (Szabó).

Szúró-szívó szájszervük, a szipóka testükre merőlegesen, lefelé néz (Urania).

## Életmódjuk, élőhelyük
Többnyire különösebb rendszer nélküli csoportokban élnek.
A levelek, hajtások, virágok, termések nedveit szívogatják. A nitrogéngazdag tápanyagot keresik, ezért általában a növény fiatal részein telepszenek meg, és a növényfajok eltérő vegetatív ciklusa miatt időnként áttelepszenek egyikről az éppen hajtó másikra (Szabó).
Kettős csatornájú szipókájukkal a sejtközi járatokból vagy egyenesen a szállítónyalábokból szívják fel a növényi nedveket. A szállítóedényekből táplálkozó fajok kevésbé specializáltak; szívásuk nyomán a hajtás elsatnyul, a termés deformálódik, a levél bepödrődik, megsárgul, elhal, lehullik. A szipóka ozmotikus hatását felhasználó fajok sokkal specializáltabbak; táplálkozásuk hatása torzulás vagy elszíneződés, a leveleken akár gubacsok is fejlődhetnek (Szabó).
Sokkal több nedvet szívnak fel, mint amennyit meg tudnak emészteni, mivel ezekben a nedvekben sok a cukor, de kevés a fehérje. A táplálék meg nem emésztett, sok cukrot tartalmazó részét kiürítik. Ez a folyadék a mézharmat a fákról lecsöpögve az aljnövényzeten jellegzetes foltokat hagyva szárad be.

### Ökológiai jelentőségük
Tápnövényeiket kétféle módon károsítják:
- közvetlenül szívogatásukkal és a növény arra adott reakcióival,
- közvetetten kórokozók terjesztésével.

Sok növénybetegséget terjesztenek, így például vírusokat (vírusvektorok). A nem cirkulatív módon terjedő növénypatogén vírusok 90 %-át a levéltetvek terjesztik. Ide tartoznak a potyvírusok, carlavírusok, cucumovírusok, alfamovírusok, fabavírusok, closterovírusok és a sequivírusok (Eigenbrode et. al., 2018; idézi Szabó).
Mezőgazdasági kártevőként csak kis hányadukat tartják számon; a fajok többsége nem jelenik meg a termesztett növényeken.
Szekrétumuk, a nagy cukortartalmú mézharmat sok apró állat kiegészítő, illetve fő tápláléka. Egyes hangyák nemcsak összeszedik a mézharmatot, de csápjukkal csiklandozva meg is „fejik” őket, mások pedig egyenesen szimbiózisra lépnek velük: őrzik, terjesztik a levéltetveket.

### Szaporodásuk
Ősszel párzanak. Tavasszal és nyáron a nőstények szűznemzéssel, párzás nélkül is szaporodnak. A nyári családalapító anyák (meg nem termékenyített nőstények) egy-egy nap legfeljebb 20 petét raknak általában fásszárú növények rügyeire, kérgük repedéseibe.
A petékből tavasszal kikelő szárnyatlan „ősanyák” szűznemzéssel ugyancsak szárnyatlan utódokat hoznak létre, és néhány ilyen nemzedék a fásszárú növényeken fejlődik. A nyár kezdetén megjelenő szárnyas alakok többnyire lágyszárú növényekre vándorolnak. Az ősszel kialakuló ivaros alakok visszarepülnek a fő tápnövényre, párosodnak és lerakják petéiket.

## Rendszertani felosztásuk
Az öregcsalád két recens családja:
- valódi levéltetűfélék (Aphididae)
- gubacstetvek (Eriosomatidae)

Kihalt családok:
- †Bajsaphididae
- †Canadaphididae
- †Cretamyzidae
- †Drepanochaitophoridae
- †Oviparosiphidae
- †Parvaverrucosidae
- †Sinaphididae

Családba sorolatlan, kihalt nemek:
- †Palaeoforda
- †Penaphis
- †Plioaphis
- †Sbenaphis
- †Sunaphis
- †Xilutiancallis
- †Yueaphis

### Néhány ismertebb faj
A zöld levéltetű (Macrosiphum rosae) a rózsákat (Rosa spp.) támadja meg, ezért rózsalevéltetűnek is nevezik. Színezete általában zöld, bőre majdnem átlátszó. A színeltérések bizonyos mértékig a zöld levéltetű testnedvének színétől függnek. Csápjai, majdnem olyan hosszúak mint maga a test, és hátrafelé nyúlnak el a test fölött.
A fekete cseresznye-levéltetű (Myzus cerasi) a világon mindenfelé megtalálható, a cseresznye- és meggyfák leveleit és hajtásait szívja.
A lisztes káposzta-levéltetű (Brevicoryne brassicae) az egész világon a keresztesvirágúakat lepi el (ide tartozik a káposzta is).
A levélpirosító almalevéltetű (Dysaphis devecta) egygazdás (monofág) faj.